# Lomo Lubitel
Le Lomo Lubitel  est un appareil photographique reflex bi-objectifs moyen format fabriqué en Russie de 1949 à 1993.

## Données techniques
- Distance focale : 75 mm
- Ouverture : f/4,5
- Temps de pose : 1/250 s à 1/15 s et pose B
- Obturateur central
- Format de film : film 120

## Modèles
- Lubitel TLR 1950-1956
- Lubitel-2 1955-1977
- Lubitel-166 1977-1980
- Lubitel-166 B 1980-?
- Lubitel-166 Universal 1984-1993

## Histoire
Cet appareil amateur (traduction du mot Любитель, qui se prononce « lioubitiel ») était une production populaire de la grande entreprise d'optique soviétique GOMZ/LOMO.
Son prédécesseur portait le nom de l'organisation des jeunes communistes en URSS, Komsomolets, et commença à être fabriqué à Leningrad au milieu des années 1940.
Il était copié du Voigtländer Brilliant.
Le nom changea dans les années 1950 pour devenir Lubitel.
Sa fabrication cessa en 1993.
C'était un des rares appareils soviétiques commercialisés en France, avec les appareils Zenit par COMIX